# Lidércek (Csillagkapu)
A lidércek (Wraith) egy kitalált faj a Csillagkapu: Atlantisz sorozatban. Az "Atlantisz" sorozat főszereplő faja, egyben az atlantiszi expedíció legnagyobb akadályozója. Lakhelyük a Pegazus-galaxis. A lidércek a galaxis domináns faja, akik rettegésben tartják és pusztítják az összes értelmes fajt, főleg a legnagyobb számban élő, és technológiailag fejletlen embereket (a legtöbb emberi kultúra vaskori vagy középkori szinten rekedt meg), mivel belőlük táplálkoznak. A faj ősök/emberek és az egyik bolygón található bogár (iratus bogár) hibridizációjából jött létre.
Filmes kliséként tekintve rájuk, a lidércek a vámpírokra és zombikra vonatkozó hiedelmek számos elemét hordozzák magukon; a klasszikus sci-fi irodalomból pedig leginkább a H. G. Wells által Az időgép c. regényben megalkotott morlock nevű fajra hasonlítanak.

## Jellemzés

### Táplálkozás
Gyermekként normálisan táplálkoznak, felnőttként az áldozatok életerejét szívják el a tenyerükön található szívókával (ez egy sajátosan kinéző testnyílás). A „táplálkozás” egy kevéssé ismert sejtlebomlási folyamat (az áldozat részéről), amely külsőleg hasonlít az öregedéshez és a mumifikációhoz is, csak sokkal gyorsabb, másodpercek alatt lezajlik. Az áldozat belehal. A folyamat fordítva is lehetséges: egy lidérc képes saját magát vagy más lényeket regenerálni is, ha elegendő ereje van hozzá (utóbbi főleg a jóllakottságától függ). 
A folyamat során egy olyan enzim is termelődik, amely életben tartja az áldozatot és biztosítja a szívműködését, amilyen sokáig csak lehetséges a táplálkozás során (a halottból táplálkozás ugyanis mérgezi a lidércet). Az enzim más módon is kinyerhető élő lidércekből, emberekbe beadva pszichoaktív szerként hat. Sokszorosára növeli az állóképességet, vitalitást, koncentrációképességet és hasonló fiziológiai jellemzőket, képessé téve használóját, hogy megközelítse egy átlag lidérc kondícióját. Azonban nagyon erős függőséget okoz nála és pszichikailag teljesen instabillá teszi, a leszokás csak orvosi segítséggel lehetséges.

### Egyéb fiziológia jellemzők
A lidércek fiziológiája meglehetősen eltér az emberekétől. Nagyon erősek, mozgékonyak, ellenállóak a környezettel, sérülésekkel és betegségekkel szemben, a jól táplált lidérc pillanatok alatt regenerálni tudja magát gépfegyverek okozta sérülésből is. Levegőre szükségük van az életben maradáshoz, de vízre és élelemre nem (csak gyermekkorban). A lidércek életkora meghatározatlan, de természetes okok folytán nem öregszenek és nem halnak meg, ilyen értelemben gyakorlatilag halhatatlanok (bár meg lehet ölni őket). 
Kb. 2-3 évszázados hibernációkkal szakítják meg a rajzást, mivel létszámuk többszöröse a rendelkezésre álló tápláléknak. A hibernációs periódust kaptárhajóknak nevezett hatalmas anyahajókon töltik.
Egy tudósuk kísérletezett az ember/lidérc keresztezéssel a hatékonyabb táplálékhasznosítás céljából. A létrejött és fennmaradt hibridek telepatikus kapcsolatba tudnak lépni a kaptárhajók személyzetével. Ez hatalmas pszichikai megterheléssel jár, az emberi részük legtöbbször beleőrül.
A Csillagkapu sorozat egyes epizódjainak regényváltozatai szerint (A felemelkedés, Tűzpróba) a lidércek az emberek számára kellemetlen rothadás- vagy kriptaszagot árasztanak, a vérük pedig még bűzösebb.

### Társadalom
A lidércek anonimok, azaz nem használnak egymás megkülönböztetéséhez szükséges neveket. A sorozatban nevesített lidércek nevei (Michael, Todd) mind emberektől származnak.

#### Biokasztok
A társadalmuk a rovarokéhoz hasonlóan - legalábbis abban az időszakban, melyben a történet játszódik - kasztosodott. Legmagasabb szinten a nőstények foglalnak helyet, a királynők, akik az új egyedek genetikai anyagát szolgáltatják. Belőlük kevés van. A királynői poszt nem kaptárspecifikus: ha egy kaptár királynője meghal, akkor egy másik kaptár királynője átveheti a posztját. Ez azonban nem automatikus: a kaptár harcosai el kell, hogy fogadják őt vezetőnek, különben akár meg is ölhetik. 
A következő, népesebb kaszt - a filmben nincs nevük - „közrendűekből” áll (hímek), akik a királynők szóbeli vagy telepatikus utasításait követik, de képesek önállóan is életben maradni, sőt vezetni egy közösséget, ha épp nincs királynője.

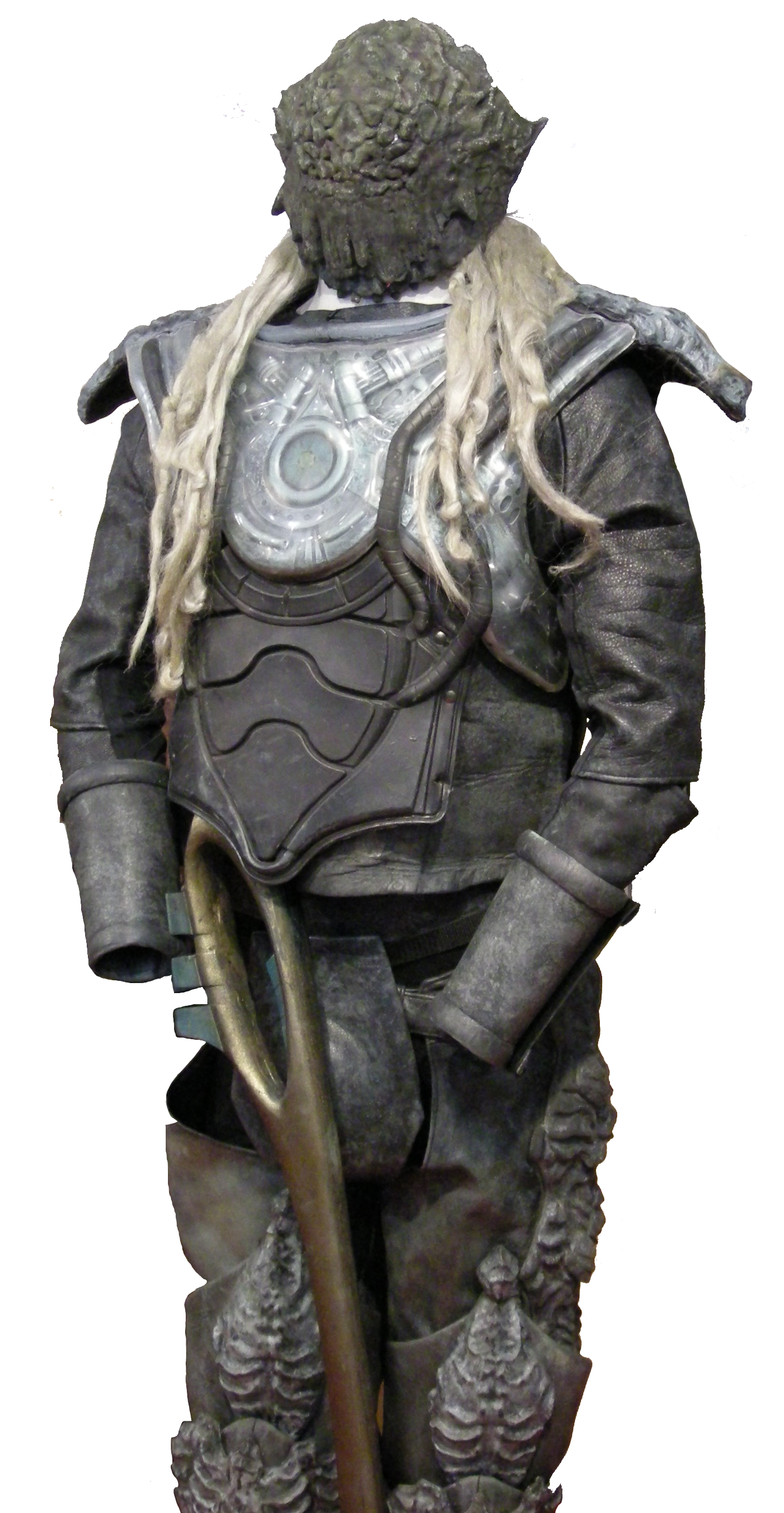
Alacsonyrendű lidérc „katona” kosztümje

Legalul a „katona” vagy „harcos” kaszt áll, akik bármelyik felettük álló kaszt bármely tagjának utasításait elfogadják. Intelligenciájuk alacsony, viselkedésük a magasabb kasztbeliek irányítása nélkül pedig primitív lenne („Michael” a Misbegotten c. epizódban „földhözragadtnak” és „elég merev gondolati sémákkal rendelkezőknek” nevezi őket). Jellegzetes maszkot hordanak és sosem látható, hogy tagolt beszédet alkalmaznának kommunikációra, amit a többi kaszt tagjai pedig még az egymás közti érintkezésre is (nem csak más fajokkal) sokszor használ. A kasztok között feltehetően nincs átjárás. A történet szerint a legalsó kaszt tagjainak nagy része klónozás eredménye, az azonban nem derül ki, hogy éppen ők-e a klónok (vagyis az egész kaszt mesterségesen jött létre az Ősökkel vívott háborúban), vagy pedig természetes körülmények között is a faj részét alkotnák.

#### Hierarchia
A kasztosodáson túl a társadalom hierarchiája meglehetősen homályos.
A királynő irányítja a kaptárhajót (néha többet is), aki előtt még a legmagasabb poszton lévő katona is csak „szolga”. Egy lidérc közösség képes boldogulni királynő nélkül is, azonban ezt az állapotot bizonytalannak tartják és igyekeznek kerülni (hiszen királynő nélkül a kaptár nem szaporodik). A királynők versengenek egymással, de általában létezik egy vezető királynő, aki a kaptárak nagy része fölött nagyobb (bár nem feltétlen) befolyással bír: a „priméra”. Nem ritkán árulás és gyilkosság útján váltja le az elődjét.
Úgy tűnik, a harcosok között létezhet valamiféle hierarchia, vélhetően kevésbé kifinomult, mint az embereké: például egy kaptárhajó parancsnokának, valamint a királynő szárnysegédjének rangja (a két utóbbi általában egybeesik). Többé-kevésbé társadalmi szerepek is differenciálódtak: pl. királynő, katona, tudós, de szintén jóval kevésbé elhatároltan, mint az embereknél. Lidérc szociológusok vagy régészek értelemszerűen nem léteznek, elsősorban a technológiai és katonai fejlesztések érdeklik őket.

#### Területvédés
A lidércek területvédő ösztöne erős, az űrt felosztják egymás között és egy-egy kaptár a magáénak vall bizonyos területet, amiért készek harcolni is más kaptárakkal. Amikor a Hoff-vírus megtizedelte a Pegasus-galaxis emberi lakosságát, a lidércek között polgárháború tört ki az eleség miatt. A kaptárak viszonyát a kölcsönös bizalmatlanság, ellenségeskedés és a közös érdekek mentén való együttműködés nagyon törékeny egyensúlya jellemzi, amely épp oly szövevényes, mint a földi geopolitika.

#### Viszony más kultúrákhoz
A lidércek más kultúrák fejlődését egyáltalán nem tűrik el. A legtöbb faj számukra préda, ezért félnek attól, hogy egy napon azok fejlettsége eléri az övékét és így elfogy az élelmük, vagy akár az Ősök irtóhadjáratához hasonló események következnek be újból. Ha egy faj vagy társadalom technológiai fejlődését túl gyorsnak vagy túl magas szintűnek találják, az számukra fenyegetés, ezért megtámadják és elpusztítják, függetlenül attól, hogy a támadás közvetlen élelemszükségletük szempontjából szükséges lenne-e. A Pegasus-galaxis történelme során számtalan népet pusztán emiatt kiirtottak vagy rejtőzésre kényszerítettek, nem csak embereket, hanem pl. asgardokat is.
Ugyanakkor képesek ideiglenesen szövetkezni is fejlettebb fajokkal, amelyek elpusztításához épp nincs erejük; és felhasználni azokat belháborúikban. Ezek a szövetségek is nagyon törékenyek, mert a lidércekben semelyik értelmes civilizáció nem bízik, természetük miatt. Az emberekkel való együttműködés legtradicionálisabb formája a „lidérc-hívés”. A lidércek arra érdemesnek tartott és erre hajlandó emberi foglyaikat néha szertartásosan a szolgálatukba állítják. Szolgálataikért cserébe nemcsak meghagyják életüket, de időnként (főképp jutalmazásul) életerőt adnak cserébe, a táplálkozási folyamat fordítottját végezve rajtuk. Mivel ennek során is lidérc-enzim jut a lidérc-hívőbe, a lidérc-hívő hamarosan pszichikailag is függővé válik a jutalmazástól. A lidérc-hívők tevékenysége komplex: a propagandától kezdve a kémkedésig és bérgyilkosságig, sokféle tevékenységet végezhetnek egy kaptár számára. Az emberi társadalmak a lidérc-hívőket érthetően gyanakvással és többnyire kitaszítással sújtják, így a lidérc-hívő általában igyekszik titokban tevékenykedni. Ez a viszony a lidérc és az ember részéről választásos jellegű - bár az is előfordul, hogy akarata ellenére (agymosás jelleggel) tesznek valakit hívővé (Ronon Dex) - lehetséges, hogy egy lidérc már fölöslegesnek érzi a kapcsolatot és megszakítja; ugyanakkor egy „eldobott” hívő, akinek szolgálatára a lidérc már nem tart igényt, visszatérhet az emberi társadalomba és a lidércek ellenségévé válhat.
Bár a lidércek civilizációja első pillantásra merev, barbár, gépies és kegyetlen, a valóság ennél bonyolultabb. A lidércek képesek egyéniséggé formálódni, élvezetből táplálkozni, sőt - bár ez ritka - emberi élvezeti cikkekkel is élni, van humorérzékük, nagyon intelligensek és ismernek olyan emberinek tűnő fogalmakat, mint pl. az üzlet, az adott szó, a becsvágy, az árulás, vagy az összetartás.

## Technológia
Technológiailag fejletlenebbek, mint az ősök. Nem képesek hosszú ideig, tartós hipertér-ablakokat nyitni. Ez akadályozza meg őket az intergalaktikus utazásokban.
Dr. McKay megállapította, hogy meg kell állniuk pár óránként kijavítani a hajókat ért károkat, amiket a kozmikus sugárzás okoz a szerves szöveten (a lidércek űrhajói élő szövetből állnak).
A lidércek fő gyengesége, hogy nem képesek olyan nagy teljesítményű energiatermelő eszközöket gyártani, mint pl. a ZPM-ek, és ha szereznek is ilyeneket, az idegen gépi technológiák egyeztetése a szerves hajókkal mindig technikai gondokat okoz. Ez főleg a hiperűr használatában korlátozza őket. Emiatt hatalmuk a Pegasus-galaxisra korlátozódik, ahol az Ősöket egyszerűen számbeli fölényükkel (klónozás) és némi stratégiával győzték le.
A lidércek kézifegyverként elektromos sokkot okozó energiafegyvereket használnak, amely nem öli meg, csak elkábítja az áldozatot (a halottakból ugyanis nem tudnak táplálkozni). Ha meg akarnak ölni valakit (pl. egymást), ahhoz általában szúró-vágó fegyvereket alkalmaznak, pl. tőrt vagy kardot. A lőfegyverek vagy energiafegyverek okozta sérülésekből ugyanis könnyen és másodpercek alatt felgyógyulnak, de a kiontott beleket, vagy a levágott fejet az ő testük sem képes javítani.